# Most Staromiejski w Gorzowie Wielkopolskim
Most Staromiejski – most drogowy nad rzeką Wartą w centrum Gorzowa Wielkopolskiego. W pobliżu mostu znajduje się galeria handlowa NoVa Park.  

## Opis mostu
Budowla ma 120,25 m długości. Wybudowany z żelbetu most posiada 5 przęseł i 4 pasma.

## Historia

### Most średniowieczny i Maxa Huhna
Od średniowiecza w Gorzowie Wielkopolskim istniał drewniany most, który łączył oba brzegi rzeki. 1 lipca 1905 roku ten most spłonął. Powstał wówczas tymczasowy Most Maxa Huhna.

### Most Gerloffa
Na miejscu Mostu Maxa Huhna w latach 1924–1926 wybudowano most z żelbetu, pierwszy z tego materiału na Warcie. Został on zaprojektowany przez Otto Keutela już w 1908 roku, jednak decyzje o jego powstaniu zapadły dopiero w 1922. 2 marca 1924 roku firma Carla Brandta z Wrocławia rozpoczęła budowę tego mostu. Odbiór miał miejsce 25 października 1926, a na początku listopada został oddany do użytku. Most był długi na 116,5 metra i szeroki na 7,5 m. Przez środek budowli biegło torowisko tramwajowe; po bokach znajdowały się chodniki (szerokie na 2,5 m). Obiekt oświetlało 14 lamp. Na środkowym przęśle wisiały dwa betonowe herby Gorzowa Wielkopolskiego.
Żołnierze III Rzeszy wysadzili most 20 stycznia 1945, gdy wycofywali się z miasta (II wojna światowa). Armia Radziecka stworzyła wtedy most pontonowy, udostępniony do użytku także ludności cywilnej.

### Most Manifestu Lipcowego
Na przełomie 1945 i 1946 przywrócono w tym miejscu most drewniany. Został on uszkodzony już rok później: wiosną 1947 roku uderzyła w niego kra lodowa. Odbudowa mostu według projektu Władysława Pajchela (ur. 1910, zm. 1979) trwała od 1949 do 21 lipca 1951. Nazwano go Mostem Manifestu Lipcowego.

### Most Staromiejski
W 1967 roku most został ponownie przebudowany (m.in. poszerzony), a także zmieniono mu nazwę na Most Staromiejski (nazwa ta przetrwała do dzisiaj).
W 2011 roku zainstalowano 6 pływających fontann przy moście.
Z powodu bardzo złego stanu technicznego most wymagał przebudowy, która rozpoczęła się 18 lutego 2006 roku o 3:00 nad ranem. Renowacja kosztowała 43 362 007,07 złotych. Została ona dofinansowana z funduszy Unii Europejskiej (Europejski Fundusz Rozwoju Regionalnego). Dofinansowanie wyniosło 27 821 083,80 złotych. Podczas prac podwyższono i poszerzono filary, wybudowano przyczółki po obu stronach rzeki, przeprowadzono gruntowny remont konstrukcji mostu oraz zainstalowano stylowe latarnie, kute balustrady i osiem balkonów widokowych nawiązujących wyglądem do tych na przedwojennym moście Gerloffa. Nowa płyta mostu jest obecnie o półtora metra szersza od poprzedniej. Most oddano do użytku 28 lipca 2007 roku po kilkukrotnym przekładaniu terminów planowanego otwarcia.
Wraz z remontem mostu wybudowano także rondo świętego Jerzego z ustawioną na nim wieżą widokową i galerią handlową Dominantą, która w roku wybudowania Mostu Staromiejskiego została odznaczona antynagrodą Makabryła za najgorszy budynek 2007 roku.

## Galeria

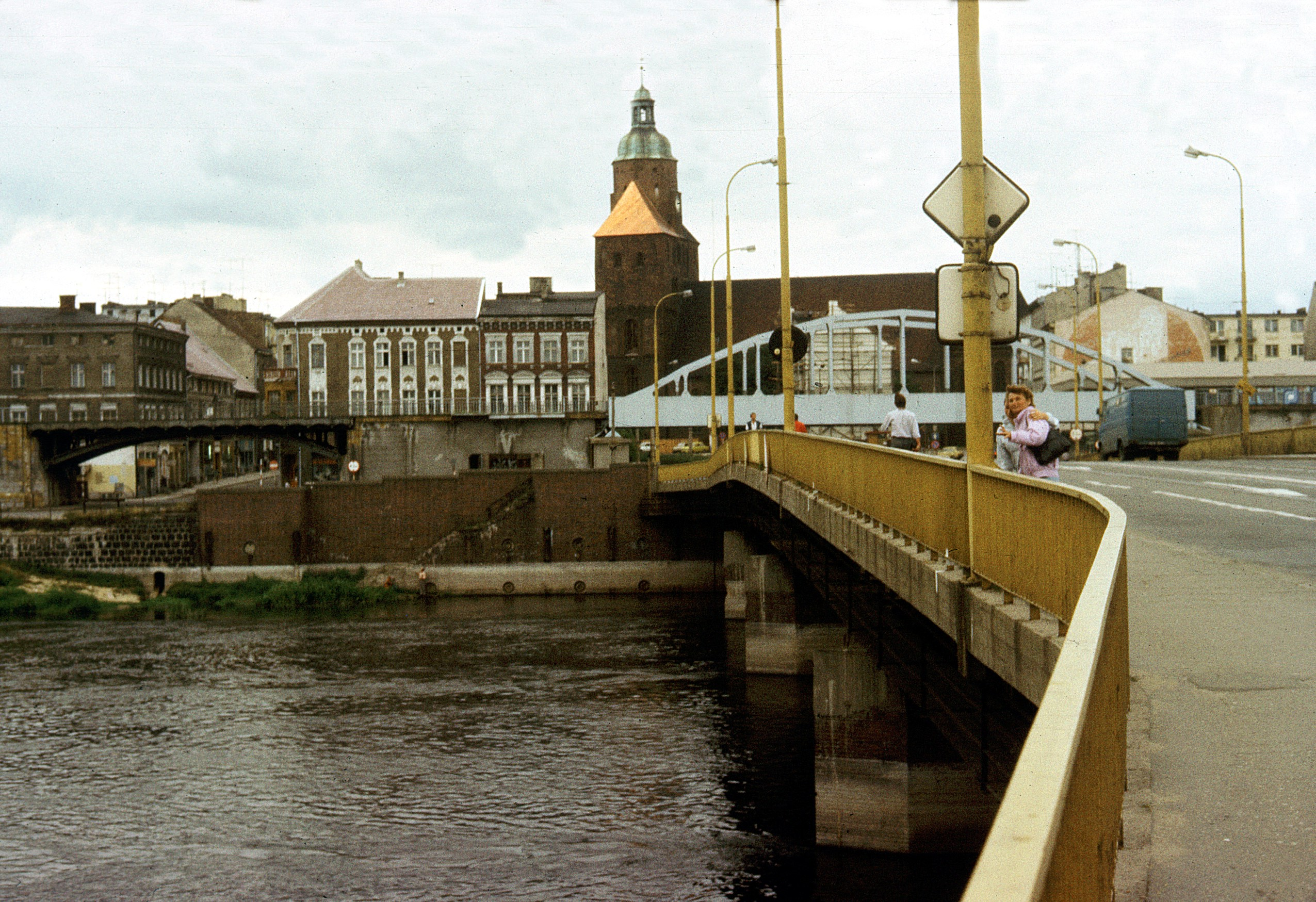
Most przed przebudową (1990)
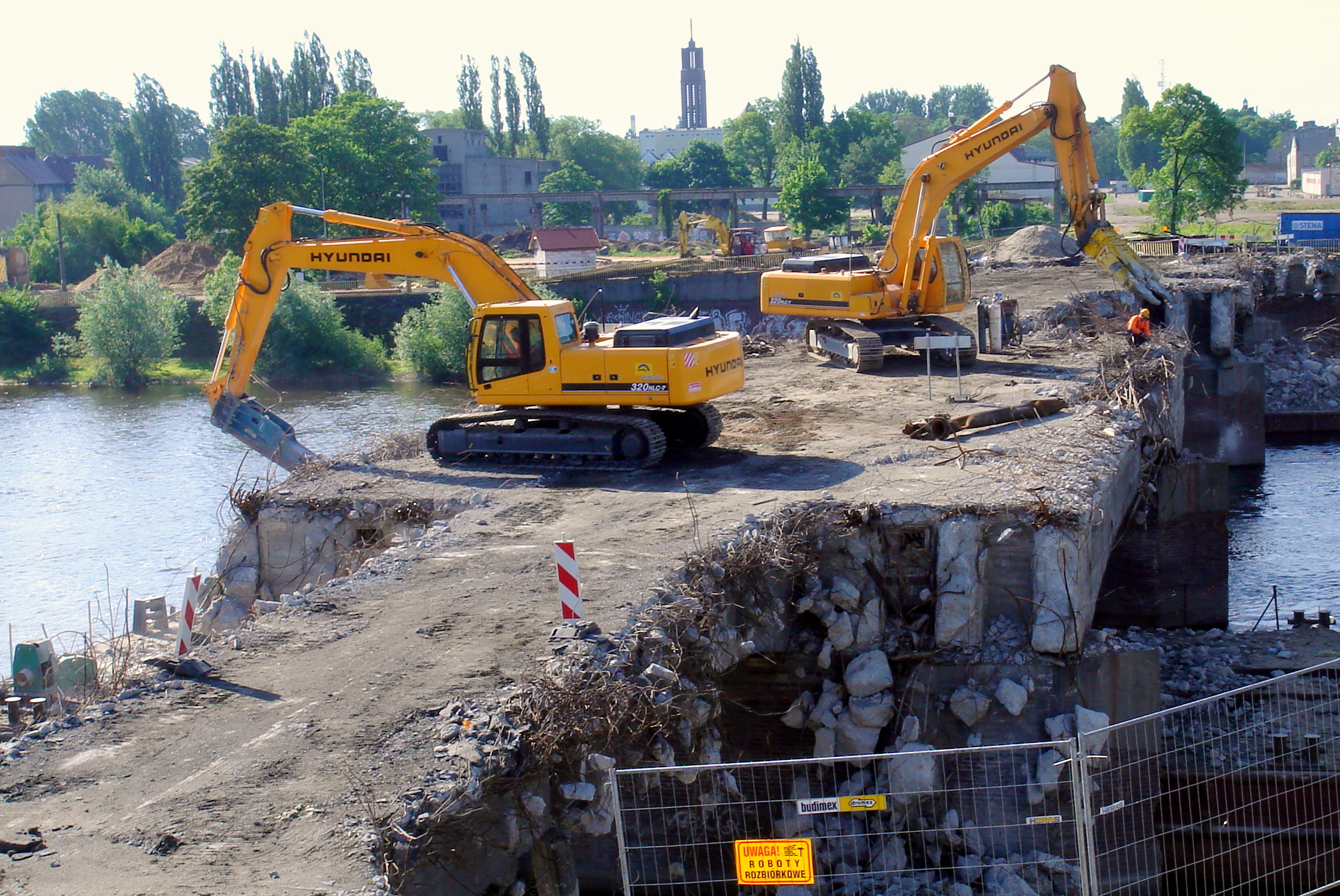
Rozbiórka mostu
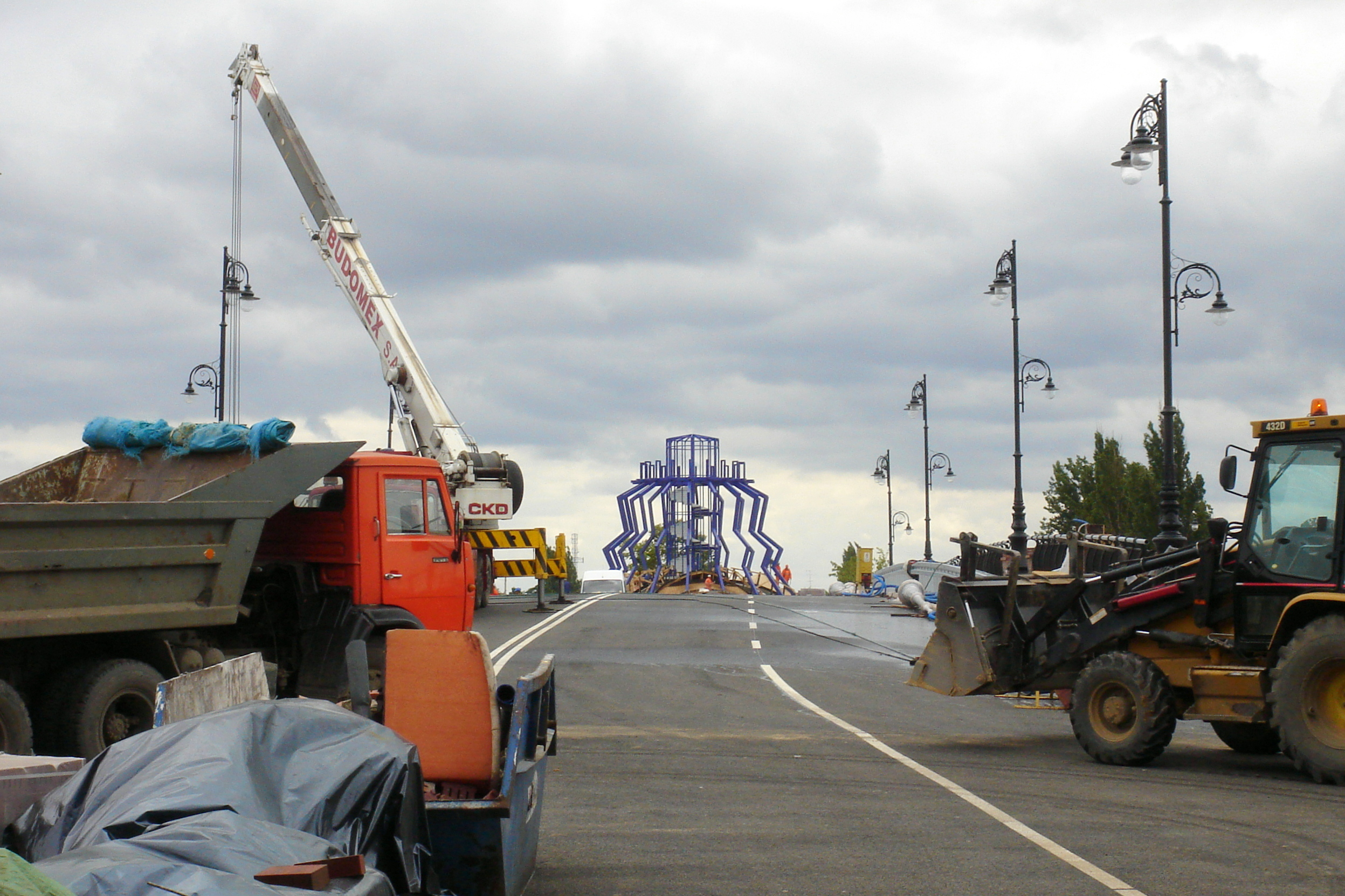
Most i Dominanta w trakcie budowy
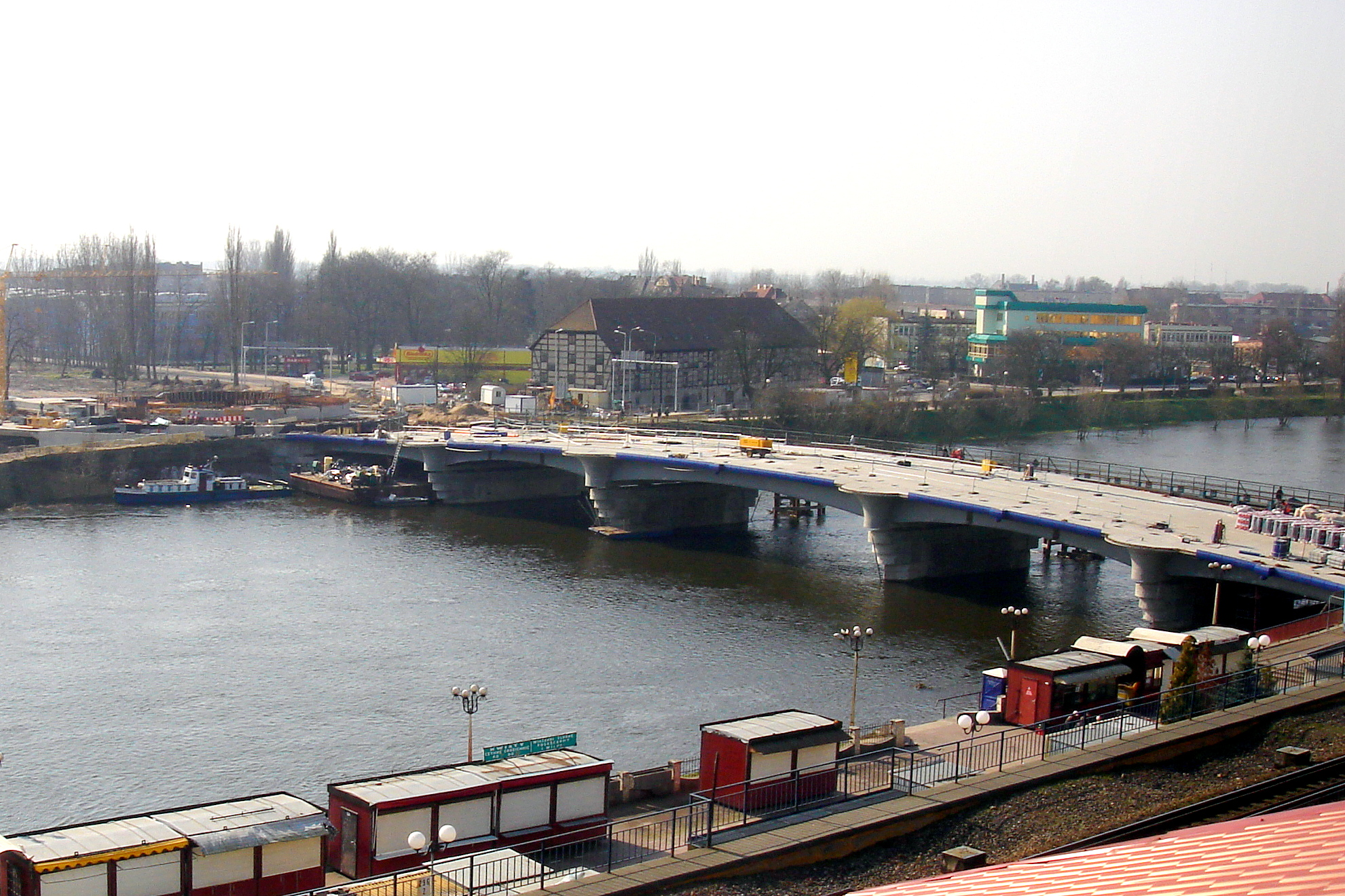
Nowa konstrukcja mostu
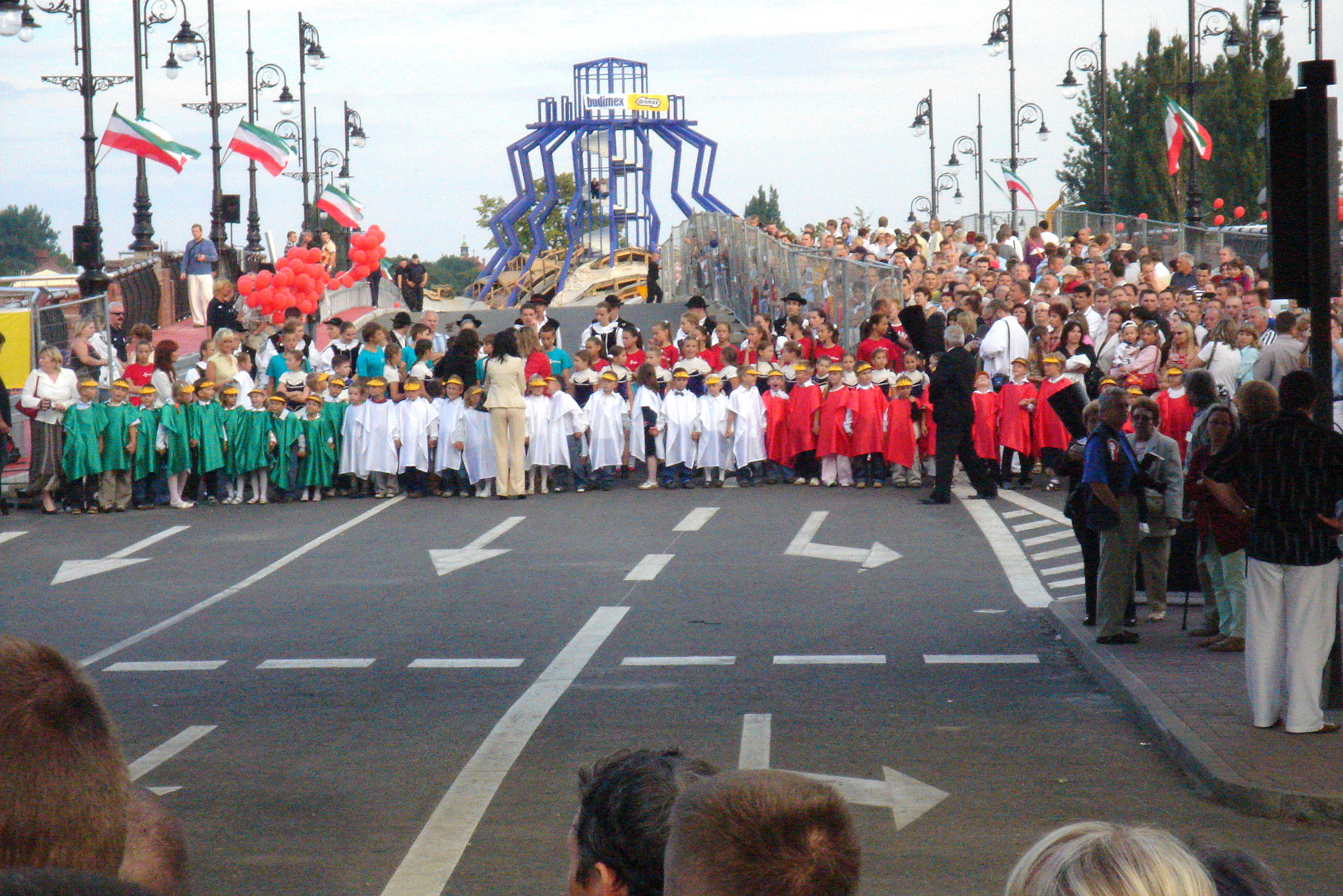
1.07.2007: uroczystość otwarcia mimo niezakończonej budowy
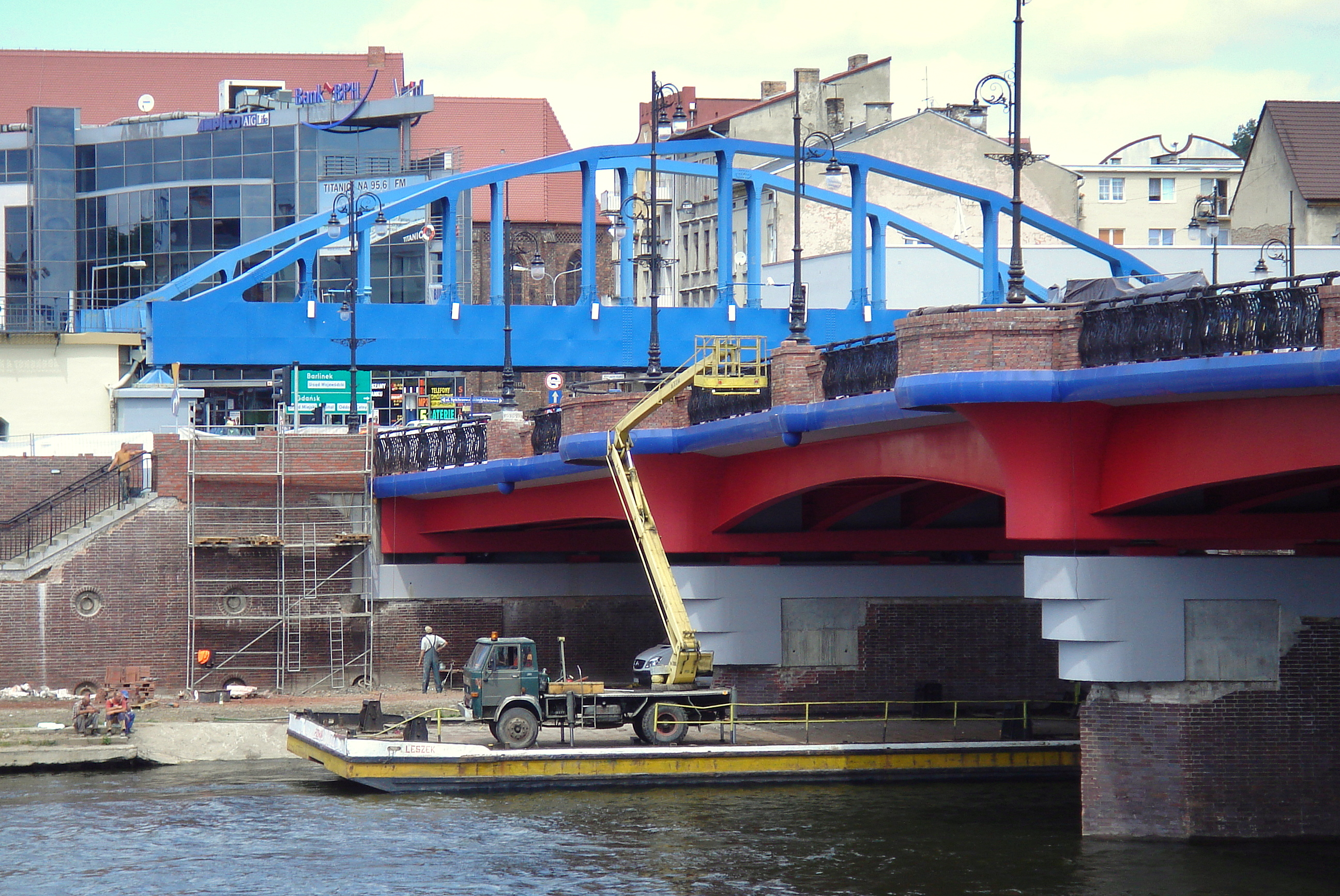
Ostatnie roboty budowlane
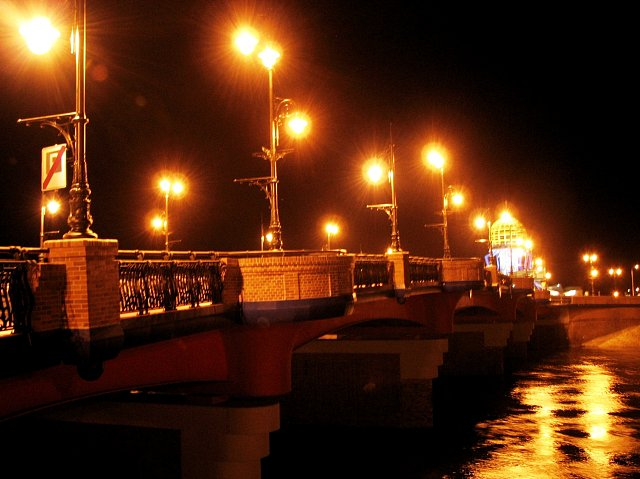
Most w trakcie nocy
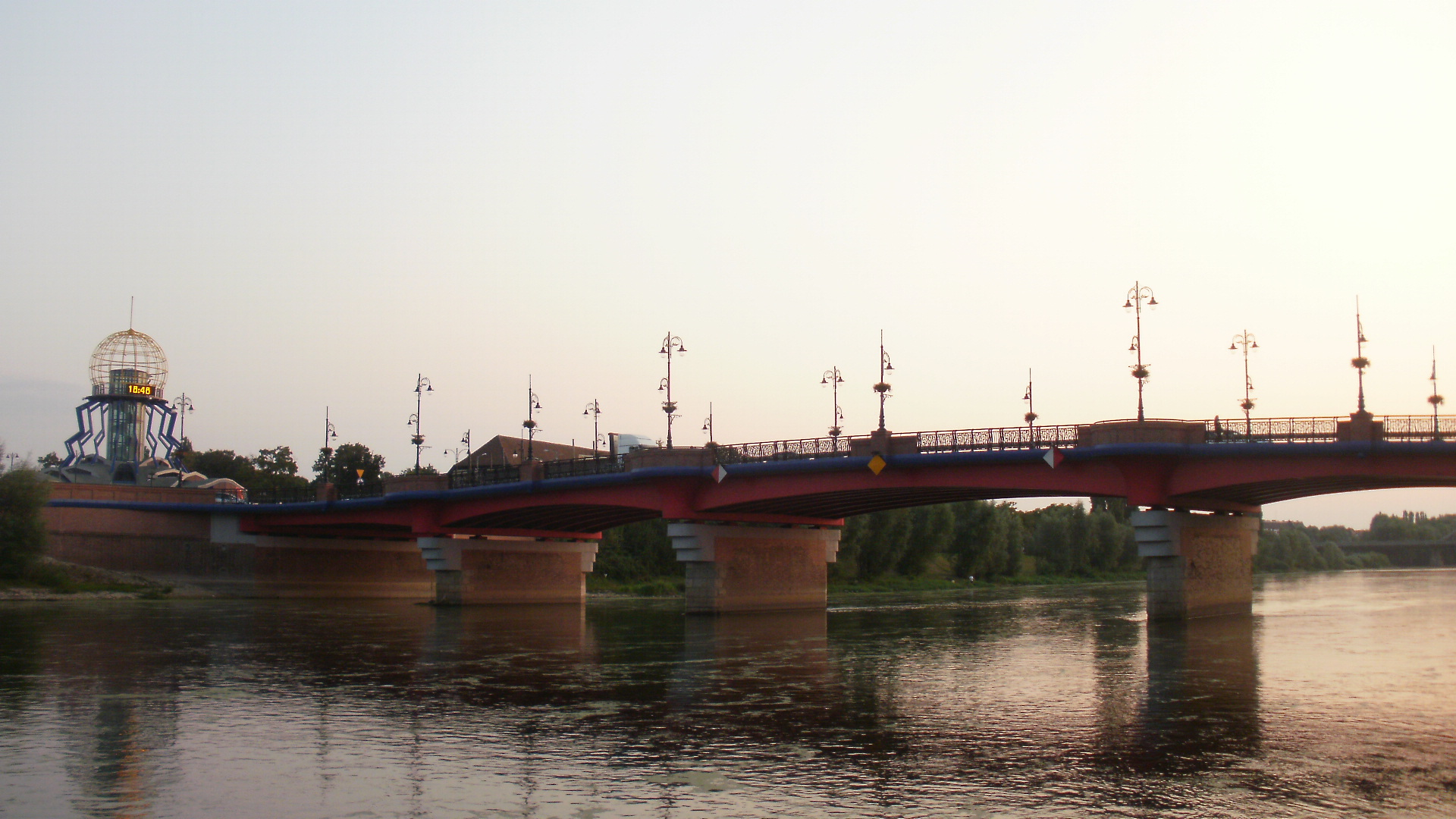
Wygląd mostu po przebudowie (w tyle rondo św. Jerzego z wieżą Dominantą)
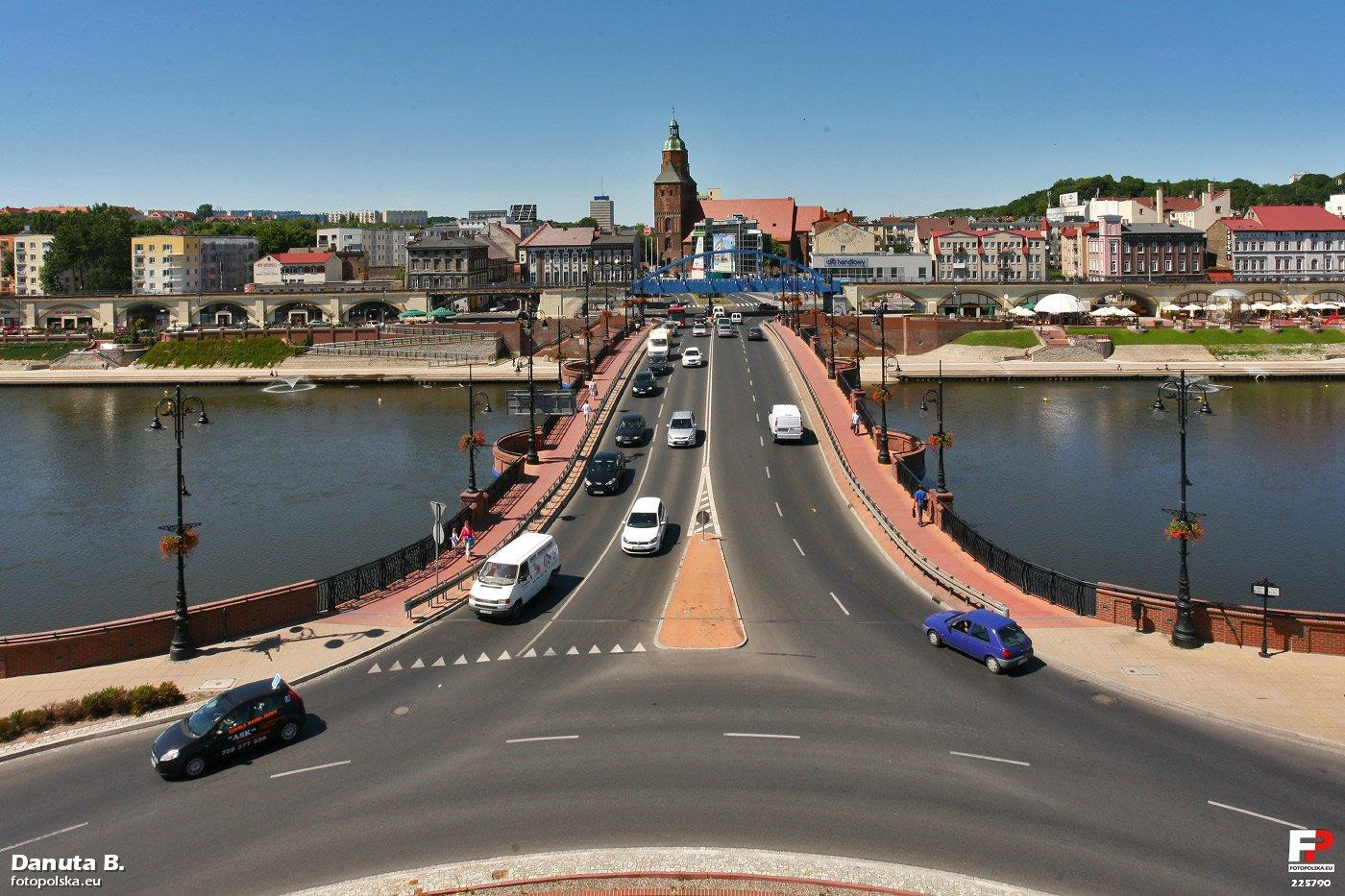
Widok na most z Dominanty
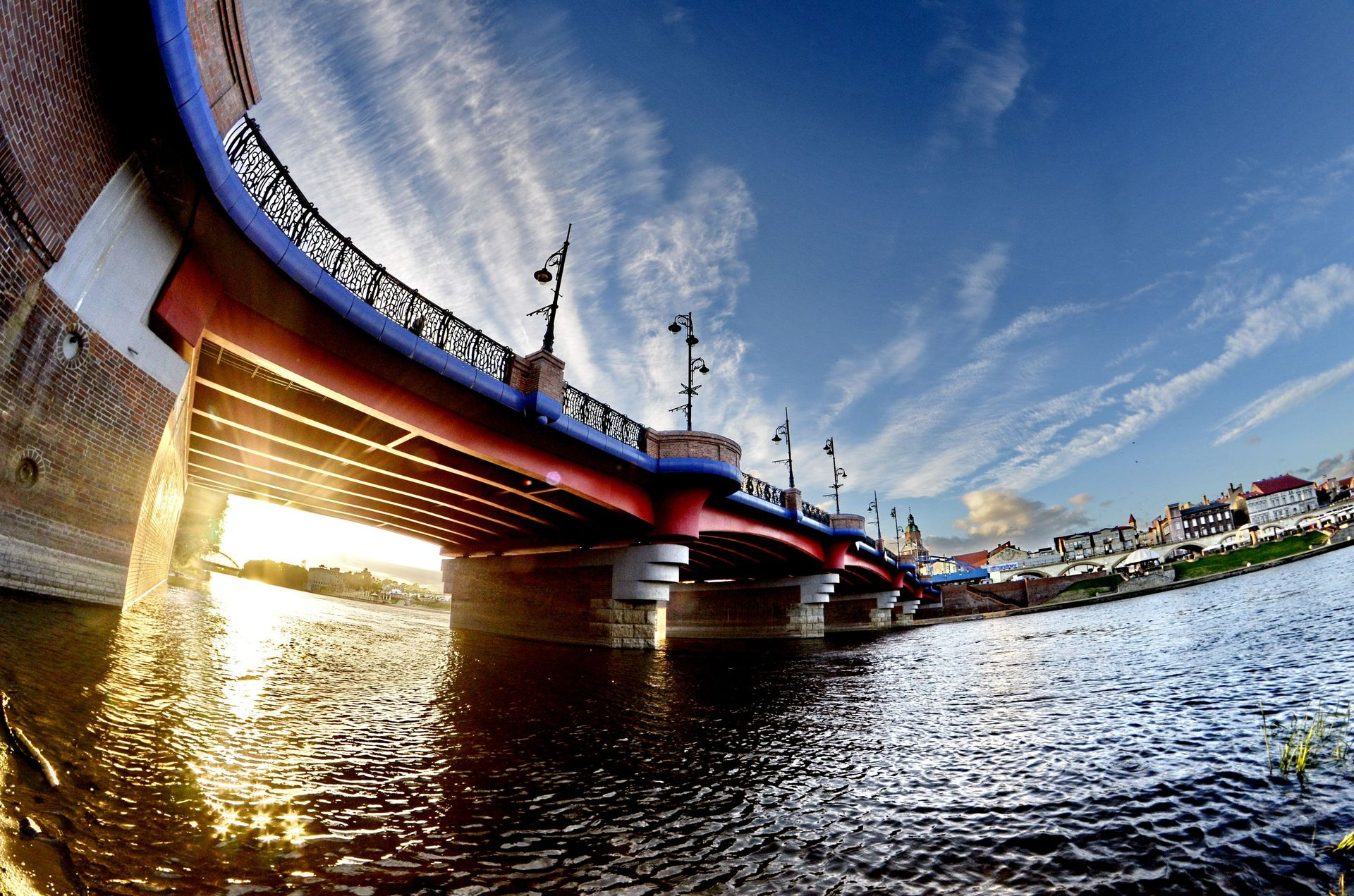
Most Staromiejski od dołu (2012)